# Infurcitinea litochorella
Infurcitinea litochorella är en fjärilsart som beskrevs av Petersen 1964. Infurcitinea litochorella ingår i släktet Infurcitinea och familjen äkta malar.
Artens utbredningsområde är Grekland. Inga underarter finns listade i Catalogue of Life.